# ソロモン・エリエゼル・アルファンダリ
ソロモン・エリエゼル・アルファンダリ（Solomon Eliezer Alfandari、1826年-1930年）は、サバカディシャ（「聖なる祖父」）としても知られている、コンスタンティノープルで著名なラビ、カバラである。後にシリアヴィライエトのダマスカスとベイルートヴィライエトのツファットに於いて首席ラビを務めた。彼は、ハラーハーの厳格な解釈と正統派ユダヤ教への献身で知られていた。

## 出自
アルファンダリは、1826年頃にオスマン帝国のコンスタンティノープルで（早くとも1820年）、トーラー学者の家族に生まれた。彼の父、ヤコブはタルムードの学者であった。彼の祖父であるRabbiḤayyimbenYaakovAlfandariは「MaggidMiReishit」を執筆し、彼の曽祖父であるRabbiYaakovbenḤayyimAlfandariは「MutzalMiEish」を執筆した。彼の母親、チャナも著名な学者の血筋である。

## 経歴
若い頃、アルファンダリはトーラーの主題を鋭く理解したことで知られていた。それでも彼は、ラビの立場を受け入れることや、街の賢人の慣習的な服を着ることを拒否した。彼はコンスタンティノープルのヴァードハルチャニ（精神評議会）に参加することに同意し、市のユダヤ人が彼のために設立したイェシーバーのロッシュイェシーバーの場所を受け入れた。後にSdeiChemedとして知られるRabbiChaim HezekiahMediniを含む多くの優れた学者を教えた。
コンスタンティノープルにいる間、彼の息子は幼い頃に亡くなり、その後アルファンダリの妻が亡くなった。その後も彼が再婚することはなかった。

## 作品
アルファンダリのハラーハーの判決はすべて、死後に発表された。 それらには以下が含まれる。
- She'eilot U'teshuvot MaHaRSHa、 Yitzchak Nissim編、エルサレム、1932年
- She'eilot U'teshuvot Saba Kadisha、D。Y. Weiss、ed。、Jerusalem、1973-4。

彼の手紙はMasosYerushalayim、Kumi Roni、AmudeiArazimに集められた。

## 参照
- Alfandari